# Yo te daria mas/La noche del adios
Yo te daria mas/La noche del adios è un singolo della cantante italiana Iva Zanicchi, pubblicato per il mercato spagnolo nel 1966.

## Tracce
Lato A
- Yo te daria mas (Io ti darò di più) - (Testa - Remigi - C. Mapel)

Lato B
- La noche del adios (La notte dell'addio) - (Testa - Diverio - Pacho)